# L'enigma d'un altre món
L'enigma d'un altre món (títol original en anglès: The Thing from Another World) és una pel·lícula estatunidenca dirigida per Christian Nyby, estrenada el 1951 a partir de la novel·la de John W. Campbell, Who Goes There?, escrita el 1934, que va donar lloc a una altra adaptació cinematogràfica, The Thing de John Carpenter el 1982. La història és un huis-clos que tracta de la pregunta de la identitat i d'una amenaça invisible. El 14 d'octubre de 2011 es va estrenar un preludi de la pel·lícula de Carpenter, The Thing dirigida per Matthijs van Heijningen Jr.. Ha estat doblada al català.

## Argument
Uns científics descobreixen una nau espacial atrapada en el banc de glaç àrtic. Intentant extreure-la amb l'ajuda de bombes tèrmiques, la destrueixen. No obstant això, descobreixen sota el gel un cos extraterrestre. Porten a la seva base la mostra, paralitzada en un bloc de gel. Quan aquest es fon accidentalment, alliberant alhora la cosa, tota la població de la base queda amenaçada.

## Direcció
La llegenda diu que la identitat del realitzador de L'enigma d'un altre món no sigui veritablement coneguda. Els crèdits mencionen Hawks com a productor, però generalment s'atribueix a Nyby.

## Repartiment
- Margaret Sheridan: Nikki Nicholson
- Kenneth Tobey: el capità Patrick Hendry
- Robert Cornthwaite: El Doctor Arthur Carrington
- Douglas Spencer: El periodista Ned "Scotty" Scott
- James R. Young: el tinent Eddie Dykes
- Robert Nichols: el tinent Ken Erickson
- William Self: El caporal Barnes
- Eduard Franz: El Doctor Stern
- Sally Creighton: Madame Chapman
- James Arness: la cosa, un extraterrestre vegetal
- Dewey Martin: el capità Bob MacAuliff
- John Dierkes: El Doctor Chapman
- George Fenneman: El Doctor Redding
- Edmund Breon: El Doctor Ambrose
- Everett Glass: El Doctor Wilson
- Paul Frees: El Doctor Vorhees
- Robert Bray: un capità